# Nederlands basketbalteam (vrouwen)
Het Nederlands nationaal basketbalteam is het team van basketbalsters dat Nederland vertegenwoordigt in internationale wedstrijden voor vrouwen.

## Nederland tijdens internationale toernooien

### Wereldkampioenschap basketbal
- WK Basketbal vrouwen 1979: 8e

### Eurobasket
- Eurobasket vrouwen 1950: 14e
- Eurobasket vrouwen 1956: 12e
- Eurobasket vrouwen 1958: 8e
- Eurobasket vrouwen 1960: 8e
- Eurobasket vrouwen 1966: 5e
- Eurobasket vrouwen 1968: 12e
- Eurobasket vrouwen 1970: 7e
- Eurobasket vrouwen 1972: 11e
- Eurobasket vrouwen 1974: 11e
- Eurobasket vrouwen 1976: 11e
- Eurobasket vrouwen 1978: 10e
- Eurobasket vrouwen 1980: 6e
- Eurobasket vrouwen 1981: 6e
- Eurobasket vrouwen 1983: 8e
- Eurobasket vrouwen 1985: 11e
- Eurobasket vrouwen 1989: 6e